# Ferrovia Rosario-Cañada de Gómez-Villa María-Córdoba
La ferrovia Rosario-Cañada de Gómez-Villa María-Córdoba (Ramal Rosario-Cañada de Gómez-Villa María-Córdoba in spagnolo) è una linea ferroviaria argentina che unisce Rosario, nella provincia di Santa Fe, con Córdoba, seconda città del Paese.

## Storia
Nel 1863 il governo argentino affidò la concessione per la costruzione e la gestione di una linea ferroviaria tra le città di Rosario e Córdoba alla compagnia anglo-argentina Ferrocarril Central Argentino, gestita dall'ingegner William Wheelwright. I lavori iniziarono il 25 aprile di quello stesso anno. Il 1º maggio di tre anni dopo venne raggiunta la località di Cañada de Gómez, situata a 71 km ad ovest di Rosario. Il 1º settembre 1867 i binari arrivarono nell'area occupata dall'odierna città di Villa María, nella provincia di Córdoba. A questo punto le opere di costruzione, che già negli anni precedenti erano procedute a rilento a causa di molteplici fattori, si arrestarono definitivamente scatenando le ire del governo argentino. Per portare a termine i lavori lo stato stanziò allora un finanziamento di 1,500,000 $. Nel marzo 1870 la ferrovia raggiunse finalmente Córdoba ed il 13 aprile successivo fu inaugurata dal presidente argentino Domingo Faustino Sarmiento. Una volta ultimata la ferrovia non era solamente la più lunga del paese, ma era anche la prima ad unire due differenti province.

## Traffico
Il servizio passeggeri è gestito dalla compagnia statale Trenes Argentinos Operaciones.